# Auchenoglanididae
Die Auchenoglanididae sind eine in Süßgewässern Afrikas lebende Fischfamilie aus der Ordnung der Welsartigen (Siluriformes). Die Gattungen der Auchenoglanididae wurden ursprünglich zu den Stachelwelsen (Bagridae, bzw. zur Unterfamilie Auchenoglaninae) gerechnet, später wurden sie als Unterfamilie Auchenoglanidinae den Claroteidae zugeordnet. In der vierten Auflage von Fishes of the World, einem Standardwerk zur Fischsystematik, bilden sie eine eigenständige Familie.

## Merkmale
Gemeinsame Merkmale der Familie sind die abgerundete Schwanzflosse und die Stellung der hinteren Nasenöffnungen an den Seiten der Oberlippe. Die Arten der Auchenoglanidae werden 5,5 bis 70 Zentimeter lang.

## Gattungen

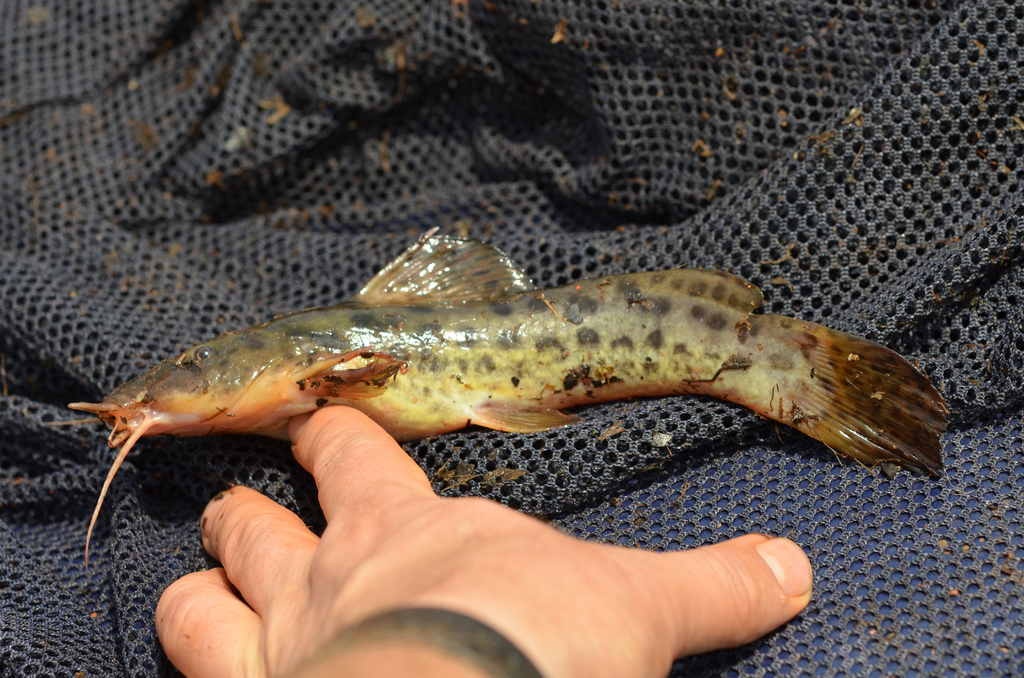
Anaspidoglanis macrostomus

Es gibt sechs Gattungen und 20 Arten:
- Anaspidoglanis Teugels, Risch, de Vos & Thys van den Audenaerde, 1991 
  - Anaspidoglanis akiri (Risch, 1987)
  - Anaspidoglanis boutchangai (Thys van den Audenaerde, 1965)
  - Anaspidoglanis macrostoma (Pellegrin, 1909)
- Auchenoglanis Günther, 1865
  - Auchenoglanis biscutatus (Geoffroy Saint-Hilaire, 1809)
  - Augenfleckwels (Auchenoglanis occidentalis (Valenciennes, 1840))
  - Auchenoglanis senegali Retzer 2010
- Notoglanidium Günther, 1903 
  - Notoglanidium maculatum (Boulenger, 1916)
  - Notoglanidium pallidum Roberts et Stewart, 1976
  - Notoglanidium pembetadi Vreven et al., 2013
  - Notoglanidium thomasi Boulenger, 1916
  - Notoglanidium walkeri Günther, 1903
- Parauchenoglanis Boulenger, 1911, eng verwandt mit Auchenoglanis[1]
  - Parauchenoglanis ahli (Holly, 1930)
  - Parauchenoglanis altipinnis (Boulenger, 1911)
  - Parauchenoglanis balayi (Sauvage, 1879)
  - Parauchenoglanis buettikoferi (Popta, 1913)
  - Parauchenoglanis longiceps (Boulenger, 1913)
  - Parauchenoglanis monkei (Keilhack, 1910)
  - Parauchenoglanis ngamensis (Boulenger, 1911)
  - Parauchenoglanis pantherinus (Pellegrin. 1929)
  - Parauchenoglanis punctatus (Boulenger, 1902)
- Platyglanis Daget, 1979 
  - Platyglanis depierrei Daget, 1979